# Блокерсы
Блокерсы (пол. Blokersi) — термин, используемый для наименования молодёжной подсубкультуры (составная часть дресяров), представители которой являются социально неблагополучными лицами, проживают преимущественно в спальных районах, злоупотребляют алкоголем и наркотиками и занимаются грабежами. В переводе на русский слово является близким к сленговому выражению «пацаны с района».
Впервые его употребила фоторепортёр Мария Збаньская, охарактеризовав таким термином молодых людей, которые не преуспели на работе и в личной жизни, оказались бесперспективными в современном обществе и предпочли алкоголь и марихуану попыткам исправить ошибки в жизни. По версии лингвиста Богуслава Крейи, это безработные молодые люди, которые нигде не учатся, проживают в городских микрорайонах и связаны с преступными бандами. По ошибке их иногда относят к подразделу хип-хоп-субкультуры.
О жизни подобных лиц режиссёром Сильвестром Латковским был снят фильм «Блокерсы».